# 구나카데이트
구나카데이트(학명: Gunakadeit joseeae)는 기룡목 탈라토사우루스과에 속하는 기룡이다. 지금은 멸종된 종으로서 전체적인 몸길이가 4~7m인 거대한 기룡에 속한다.

## 특징
구나카데이트는 탈라토사우루스의 멸종된 한 속이다. 알래스카의 트라이아스기(중간 노리안) 하운드 아일랜드 화산(Hound Island Volcanics)에서 온 관절형 및 대부분 완전한 골격을 바탕으로 한 단일 종인 구나카데이트 조시애로부터 알려져 있다. 구나카데이트는 탈라토사우루아상과 탈라토사우루아이다의 두 주요 하위주문에서부터 다양한 특징을 가지고 있었으며 후자군 중 가장 기초적인 멤버로 꼽힌다. 그럼에도 불구하고 그것은 또한 트라이아스기 말기에 멸종된 것으로 알려진 가장 어린 탈라토사우루스속이다. 구나카데이트의 기저 위치 및 비교적 최근의 사건은 그것을 탈라토사우르시아의 나머지 지역과 연결하는 2천만 년의 유령 혈통을 암시한다. 두개골은 아스케프토사우루스나 엔데나사우루스처럼 날카롭게 뾰족하고 이빨이 없는 끝부분으로 끝나지만 엔데나사우루스와는 달리 구나카데트는 관절이 잘 발달되지 않았고 행동에서 전적으로 수중이었을 가능성이 높다. 그 설명자들은 새로운 탈라토사우루스의 이름으로 아메리카 원주민인 트링이트 문화를 기리는 것을 선택했다. 속명 '구나카데이트'는 트링이트 신화에 나오는 바다괴물을 지칭하는 말로 젊은이가 마을에 식량을 공급하기 위해 입었던 피부를 말한다. '조씨'라는 비명은 진 프리마키의 어머니인 조제 미셸 드와일헤인스를 기린다. 프리마키는 홀로타입 발굴을 도왔다. 그 두개골은 곧은 주둥이를 가지고 있었는데, 그것은 아스케프토사우루스와 엔데나사우루스를 연상시키는 뾰족한 끝부분으로 끝이 났다.위턱에 얼마나 많은 치아가 있었는지는 알 수 없지만 적어도 몇 개는 보존되어 있다. 순석은 아스켈토사우루스보다 구나카데이트에서 더 컸고, 아래에서는 맥실라, 위에서부터는 프리맥실라와 비강으로 묶였다. 궤도는 또한 매우 컸다. 구나카데이트는 뒤에 있는 두개골의 부분보다 궤도가 상당히 큰 유일한 탈라토사우루스다. 주갈은 가늘고 다른 탈라토룡에 비해 구나카데이트에서 독특한 모양을 하고 있다. 그것은 궤도의 하단 가장자리를 형성하는 긴 앞가지, 곧게 올라가기보다는 뒤로 경사지는 위쪽 가지, 그리고 매우 짧거나 없는 뒤쪽 가지를 가지고 있다. 구나카데이트는 또한 작고 좁은 수두근골(Supratemporal Fenestra)을 가지고 있는데 이것은 긴 수두근골과 넓은 두정골을 분리한다. 아래턱의 앞쪽은 곧고 이빨이 없으며, 양쪽이 서로 융합되어 광범위하고 뾰족한 심볼이 되어 있다. 턱 뒷부분은 낮고 두꺼운 코로노이드 공정을 가지며 긴 길이에서 위로 올라간 복고공정으로 끝난다. 아래턱은 날카로운 원뿔형의 관으로 비슷한 치아를 많이 보존한다. 치아는 느슨한 플루로돈 이식을 통해 턱뼈에 부착된 길고 납작한 뿌리를 가지고 있었다. 구나카데이트는 또한 탈라토룡에서 가장 잘 보존된 효이드 기구를 가지고 있다. 효이드(보존)는 큰 막대인 세라토브란치알로 구성되는데 큰 판(기존판)에 인접해 있고, 그 뒤에 몇 개의 더 작고 얇은 막대(기피란치알)가 뒤따른다. 목은 경추 4개만으로 매우 짧다. 등뼈 28개에는 키가 큰 신경 가시가 있는데 이 가시가 뾰족해지고 엉덩이 가까이 뒤쪽으로 구부러진다. 등뼈와 비슷하고 비정상적으로 얇은 천골 늑골을 가지고 있었지만 세 개의 천골 척추뼈가 있었다. 꼬리뼈(꼬리 척추뼈)는 꼬리 밑부분에 좁고 상당히 길쭉한 수세미와 신경 가시가 있어 꼬리 아래로 크기가 더 작아졌다. 홀로타입의 꼬리 끝이 없어 구나카데트는 해골에 보존된 23명보다 더 많은 카우달이 있었다. 갈비뼈는 단발머리였고 약하게 구부러져 있었으며 몇 세트의 극도로 가늘고 수많은 위장이 겹쳐져 있었다. 쇄골간에는 매우 길고 튼튼한 쇄골과 연결된 독특한 측면 프로세스(측면 가지)가 있었다.견갑골과 산호박은 그 비율이 더 작고 덜 특이했다. 유머러스는 단순하고 납작했다. 그것의 가장 넓은 지점은 아스켈토사우루이드와는 달리 어깨 근처였다. 반경은 신푸사우루스의 비슷한 모양의 반지름만큼 짧지는 않지만 두껍고 구부러져 있다. 그것은 유머러스보다 약간 짧았고 길이가 건장하고 테이퍼링하는 얼나와 비슷했다. 손목과 손은 보존 상태가 좋지 않지만 적어도 두 개의 수족과 네 개의 손가락이 있는 것으로 보인다. 장골 테이퍼의 포스터도식 공정(뒷가지 위쪽)은 한 점으로 탈라토룡에서는 달리 알 수 없는 형태다. 잠정적으로 푸비스로 식별된 뼈는 크고 넓으며 아멘(다른 탈라토사우루스과의 엉덩이에 있는 구멍이다.)이 부족하다. 대퇴골은 꽤 단순하고 무릎 쪽으로 넓어진다. 섬유는 매우 짧고 독특한 볼록한 안쪽 가장자리를 가진 경골도 그렇다. 발의 뼈는 대부분 보존 상태가 좋지 않지만 적어도 6개의 타르살과 5개의 발가락이 있었다. 분류학적과 계통학적으로 분석한 결과 구나카데이트는 해양 파충류 주문인 탈라토소사우루스아(Talattosauroidea)의 하위 주문인 탈라토사우루스아(Talatosauroidea)의 가장 기초적인 구성원으로 밝혀졌다. 탈라토사우로이데아 내의 위치는 반경의 모양, 대퇴골, 꼬리 척추뼈와 같은 포스트크라니아의 다양한 측면에 의해 지지된다. 그러나 그것은 또한 낮은 코로노이드 과정과 치아 형태에 큰 변화가 없는 곧고 뾰족한 턱과 같은 두개골의 몇 가지 아스켈토사우로이드 같은 특징들을 유지했다. 이러한 특성은 탈라토사우루스 전체에 대해 플레시오모르픽("원초")일 가능성이 높기 때문에 구나카데이트가 아스켈토사우루스라기 보다는 기저 탈라토사우루스자리였다는 것을 더 잘 나타낼 가능성이 있다. 먹이로는 당대에 서식했던 물고기, 갑각류, 두족류, 작은 어룡 등을 잡아먹고 살았을 육식성의 포식자로 추청되는 종이다.

## 생존시기와 서식지와 화석의 발견
구나카데이트가 생존했던 시기는 중생대의 트라이아스기 후기로서 지금으로부터 2억년전~1억 8000만년전에 생존했었던 종이다. 생존했었던 시기에는 알레스카와 북아메리카를 중심으로 하는 북동부 태평양과 북극해에서 주로 서식했었던 기룡이다. 화석의 발견은 2020년에 알레스카의 트라이아스기에 형성된 지층에서 북아메리카의 고생물학자들에 의하여 처음으로 화석이 발견되어 새롭게 명명된 종이다.

## 같이 보기
- 파충류
- 중생대
- 트라이아스기
- 기룡
- 화석